# Love Ranch
Love Ranch (O Rancho do Amor) é um filme de drama de 2010  dirigido por Taylor Hackford, estrelando Helen Mirren e Joe Pesci.

## Contexto
O filme é baseado nas vidas de Joe e Sally Conforte, casal que abriu o primeiro bordel legalizado dos Estados Unidos, o Rancho Mustang no Condado de Storey, Nevada. Os resultados são violentos quando o casamento é testado pela infidelidade.
A filmagem começou em janeiro de 2008. O filme foi lançado em poucas salas de cinema dos Estados Unidos em 30 de junho de 2010.

## Enredo
Charlie Bontempo (às vezes chamado de Charlie "Goodtimes" - "bons tempos", em português) e sua esposa, Grace, administram um bordel legalizado conhecido como o Rancho do Amor em uma extensa e remota propriedade próxima a Reno (Nevada). A mãe de Grace havia sido uma cafetina, logo Grace conhecia o negócio, mas foi Charlie quem a persuadiu a abrir o bordel em uma parte de Nevada, onde fazê-lo não seria uma violação da lei
O negócio corre bem, mas não sem causar dores de cabeça, tais como clientes indisciplinados que necessitam do uso da força para serem acalmados, ou prostitutas saindo da linha. Paralelamente, Grace fica encantada quando Charlie adquire o contrato de um lutador de boxe profissional, Armando Bruza.
Bruza vem da Argentina e já disputou lutas com adversários como Muhammad Ali e Joe Frazier. Charlie está ansioso para ter um lutador, mas influencia Grace a tornar-se a empresária de Bruza pelo fato de Charlie ser um ex-condenado, o que o impede de conseguir uma licença.
Grace mal pode acreditar que Bruza aceita viver e treinar no bordel, para onde ele se muda em um trailer. Ela é ainda mais surpreendida quando Bruza começa a demonstrar uma atração física por ela, já que ela é casada e consideravelmente mais velha. Ela se ofende no início, mas a atenção do pugilista e sua personalidade extrovertida começam a conquistá-la.
O condicionamento de Bruza se deteriora devido ao consumo excessivo de álcool. Ele também começa a expressar o interesse em se tornar sócio de Grace à frente do bordel. Charlie começa a perceber o que ocorre pelas suas costas, o que acarreta num desfecho desastroso para todos.

## Elenco
- Helen Mirren ...  Grace Bontempo
- Joe Pesci ...  Charlie Bontempo
- Sergio Peris-Mencheta ... Armando Bruza
- Bryan Cranston ... James Pettis
- Gina Gershon ... Irene
- Scout Taylor-Compton ...  Christina
- Taryn Manning ...  Mallory
- Gil Birmingham ...  Sheriff Cortez
- Bai Ling ... Samantha[4]
- Rick Gomez ...  Tom Macy
- Leslie Jordan ...  Mr. Hainsworth
- M.C. Gainey ... Warren Stamp
- Elise Neal ... Alana
- Harve Presnell ... Dr. Smathers
- Wendell Pierce ... Naasih Mohammed

## Recepção
Até 17 de julho de 2010, o filme havia recebido majoritariamente avaliações negativas, tendo o site coletor de avaliações Rotten Tomatoes informado que apenas 14% dos críticos deram avaliações positivas ao filme, baseando-se em 43 avaliações, com uma média de 3.8/10.  O consenso de avaliações do site foi, "Apesar do enredo provocante, o retorno de Joe Pesci, e a sempre maravilhosa Helen Mirren, O Rancho do Amor é decepcionantemente flácido."